# Mats Trondman
Mats Trondman, född i Kalmar 1955, var från början fritidsledare. Han jobbade som högstadielärare endast 22 år gammal i Olofström. År 1982 började han jobba som universitetslärare och genomförde 1983 sitt första forskningsprojekt. Han disputerade 1994 med avhandlingen Bilden av en klassresa. Han är professor i kultursociologi, tidigare på Malmö högskola men sedan början av 2007 på Växjö universitet vilket idag är en del av Linnéuniversitetet, och är rikskänd för sin barn- och ungdomsforskning.
Mats Trondman var värd ("sommarpratare") i radioprogrammet Sommar i P1 den 22 juni 1985.

## Musiker
Mats Trondman har även haft en parallell karriär som musiker, och gav under 1980- och 90-talen ut en handfull album och singlar. Ett album med engelskspråkiga versioner av tidigare utgivna låtar kom 2003 under pseudonymen "Lone Jac". Efter detta verkar Trondman ha lagt musikkarriären på hyllan.

### Album
- 1988 - "I nattens timmar"
- 1990 - "När jag minns ditt namn"
- 1991 - "Sorgen och stjärnan"
- 1997 - "I min radio"
- 2003 - "Habits of the Heart" (som "Lone Jac")

### Singlar
- 1986 - En känsla av overklighet/Bränn så ned din säd
- 1988 - Hjärtat som tolk/Två ögon i natten
- 1988 - Älska i alla fall/Jag vill ha min tid
- 1989 - Sommarregn/Till dig
- 1990 - Solens barn/Ingen är förlorad
- 1990 - Vinterland/Julaftonsnatt
- 1990 - Om ditt hjärta kan slå/Allt är möjligt i år
- 1991 - Hem igen/Om du vore här
- 1991 - Sorgen & stjärnan/Ensamt utan dig
- 1991 - Vad jag vill ha/Jag såg att du var lycklig
- 1991 - När julen kom/Vinterland/Julaftonsnatt
- 1995 - Långa dagar/Kvinnan du kunde älskat/I min radio
- 1996 - Kan man ringa månen inatt/En plats i solen